# Pseudochiridium clavigerum
Pseudochiridium clavigerum es una especie de arácnido del orden Pseudoscorpionida de la familia Pseudochiridiidae.

## Distribución geográfica
Se encuentra en Asia.